# Man of Steel (yacht)
Pour les articles homonymes, voir Man of Steel (homonymie), Seven Seas et Sept mers.
Le Man of Steel (l'Homme d'Acier, en anglais, référence au film éponyme) est un yacht de luxe de 2010, de 86 m. Il est un des plus grands yachts du monde, propriété du magnat canadien Barry Zekelman qui l'a racheté en 2021 au cinéaste américain  Steven Spielberg, lequel a pris livraison de son nouveau Seven Seas — ancien nom du Man of Steel — de 109 mètres l'année suivante.

## Historique
Steven Spielberg se fait construire le yacht Seven Seas de 86 m en 2010, par le chantier naval Oceanco des Pays-Bas, pour un montant annoncé de 150 à 200 millions de dollars, avec 7 suites pour 12 passagers, piscines, salle de cinéma, et 23 membres d'équipage,,,.

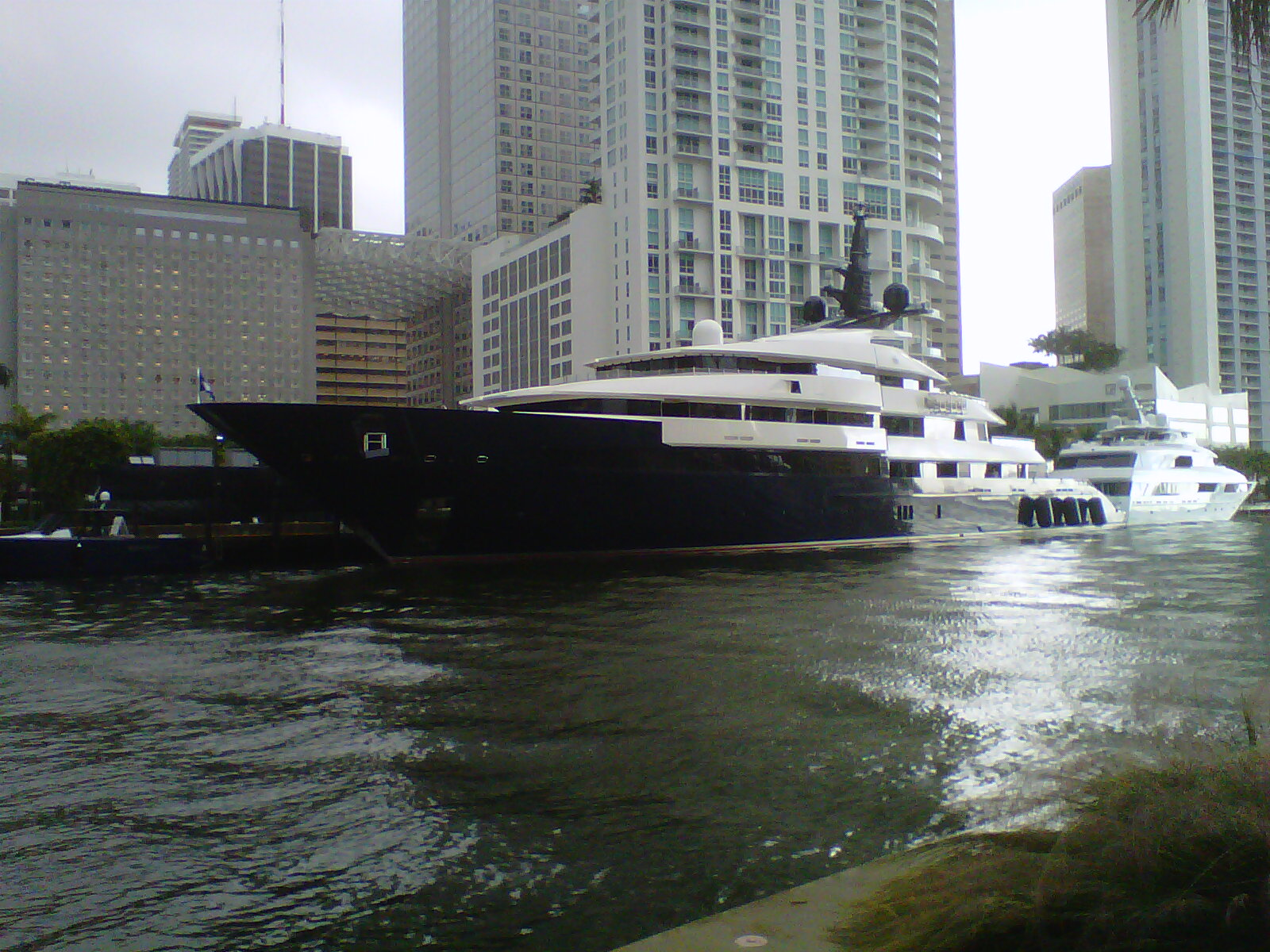
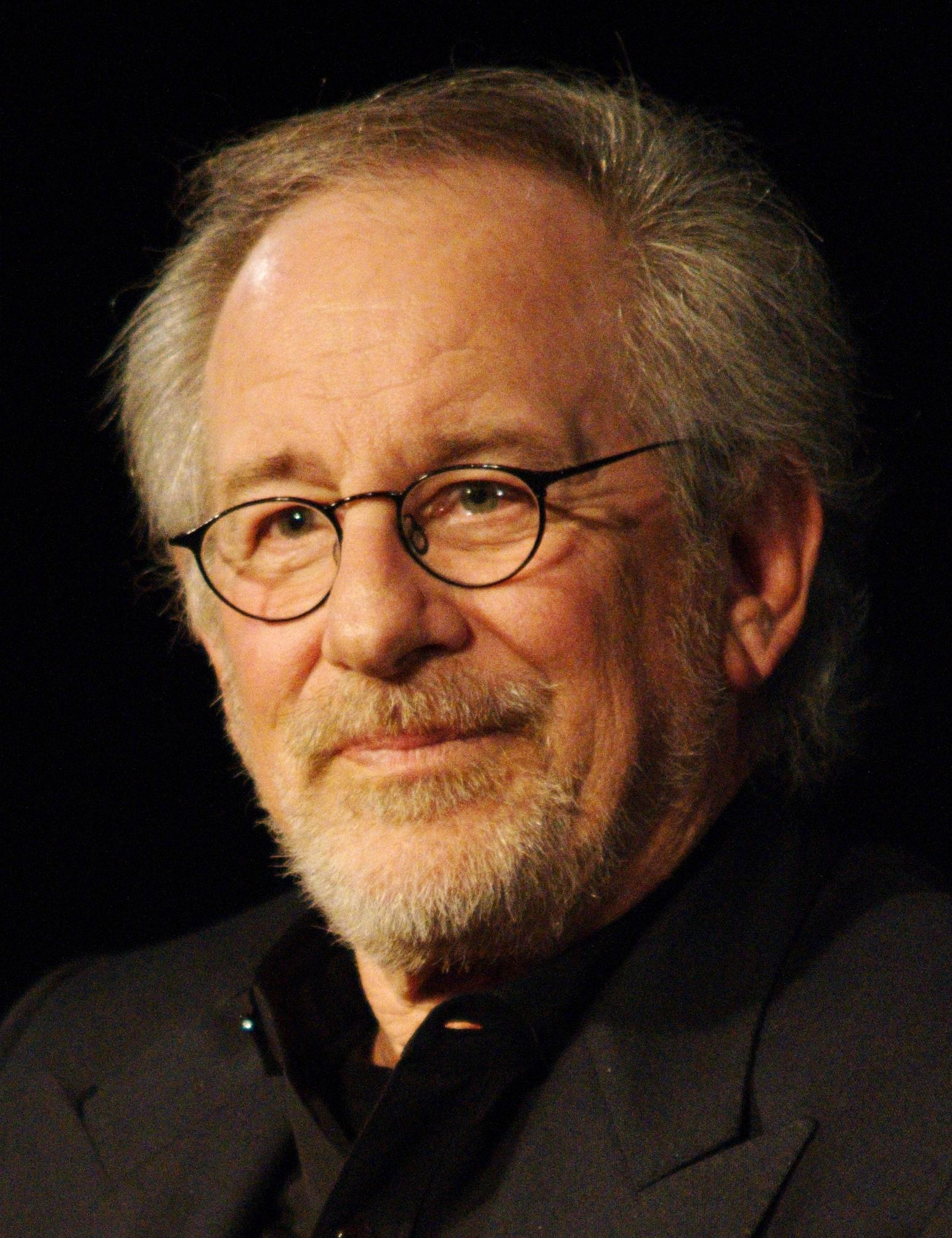

Le navire navigue sous drapeau des Îles Caïmans des Caraïbes, avec pour port d'attache George Town (îles Caïmans).
Le navire appartient depuis 2021 au milliardaire canadien Barry Zekelman qui l'a rebaptisé Man of Steel,.